# متلازمة حساسية الفم
متلازمة حساسية الفم (بالإنجليزية: Oral Allergy Syndrome) هي حساسية في الفم تعقب تناول طعام. هي نوع من حساسية الطعام المصنفة بمجموعة من ردود فعل الحساسية في الفم استجابة لتناول أنواع معينة من الطعام كالفواكه (الطازجة عادة)، والمكسرات، والخضروات وتحدث تقليديًا في الشخص البالغ مع حساسية الأنف.
متلازمة حساسية الفم هي ربما الحساسية المتعلقة بالطعام الأكثر شيوعًا في البالغين. هي ليست حساسية طعام منفصلة، بل تمثل تفاعلية متصالبة بين بقايا من الشجر أو حبوب اللقاح التي تظل موجودة في بعض الفواكه والخضروات. لذلك، لا تتواجد المتلازمة إلا في الأشخاص الذين يعانون من حساسية موسمية من حبوب اللقاح، وبالأخص الأشخاص الذين يعانون من حساسية للقاح الشجر. وهي غالبا محدودة لتناول الفواكه أو الخضروات النيئة.
مصطلح آخر يطلق على تلك المتلازمة هو حساسية طعام اللقاح. في البالغين، تحدث حوالي 60% من حالات حساسية الطعام بسبب التفاعلية المتصالبة بين الطعام والمواد المسببة للحساسية عن طريق الاستنشاق.
متلازمة حساسية الفم هي تفاعل فرط حساسية من النوع الأول، أو عن طريق الوسيط غلوبيولين مناعي هـ، والذي يسمى في بعض الأحيان «حساسية حقيقية». ينتج جهاز المناعة أجسام مضادة من النوع غلوبيولين مناعي هـ ضد حبوب اللقاح، في متلازمة حساسية الفم، ترتبط تلك الأجسام المضادة كذلك (تتفاعل تصالبيًا) ببروتينات مشابهة في التركيب موجودة في نباتات أخرى.
قد تحدث المتلازمة في أي وقت من العام لكنها أكثر انتشارًا خلال موسم حبوب اللقاح. الأفراد المصابون بالمتلازمة تظهر عليهم الأعراض عادة خلال دقائق قليلة بعد تناول الطعام.

## الأعراض والعلامات
قد يتعرض مرضى هذه المتلازمة لعدد من تفاعلات الحساسية التي تحدث بسرعة كبيرة للغاية، خلال دقائق من تناولهم طعام مسبب للحساسية. رد الفعل الأكثر شيوعًا هو الحكة، أو الشعور بحرقة في الشفتين، أو الفم، أو قناة الأذن، أو الحلق. أحيانًا، قد تحدث ردود فعل أخرى في العين، والأنف، والجلد. قد يلاحظ المريض تورم الشفتين، واللسان، واللهاة، وإحساس بضيق في الحلق. من النادر أن تؤدي إلى صدمة الحساسية. إذا ابتلع مريض الطعام، ولم تدمر أحماض المعدة المادة المثيرة للحساسية، هناك احتمال كبير أن يحدث تفاعل آخر نتيجة تحرير الهستامين في القناة الهضمية. قد يحدث تقيؤ، أو إسهال، أو عسر هضم شديد، أو ألم بطني. نادرًا، قد تكون المتلازمة شديدة وتظهر في صورة أزيز، وتقيؤ، وشرى، وانخفاض ضغط الدم - ما ينبئ بحدوث صدمة الحساسية.

## الأسباب
تتسبب المتلازمة في ظهور الأعراض حين يتناول المصاب فواكه، أو خضروات، أو مكسرات معينة. قد يمتلك بعض الأفراد حساسية لطعام واحد معين، فيما يملك آخرون حساسية لأنواع كثيرة من الطعام.
الأشخاص الذين يعانون من حساسية للقاح الشجر قد تظهر فيهم متلازمة حساسية الفم استجابة لأطعمة متنوعة. وبينما تم فهم الحساسية للقاح الشجر، لم يتم فهم الحساسية للقاح العشب بالشكل الكافي. علاوة على ذلك، يملك بعض الأفراد حساسية شديدة لفواكه وحضروات معينة لا تندرج تحت أي فئة حساسية معينة. في السنوات الأخيرة، أصبح من الواضح أنه حين تتسبب الأطعمة الاستوائية في المتلازمة، قد تكون الحساسية للثى هي السبب.
تنتج أغلب تفاعلات الحساسية عن تناول الأطعمة النيئة نظرًا لأن البروتينات المرتبطة بالمتلازمة يتم تدميرها غالبا بالطبخ. الاستثناء الرئيسي هو الكرفس والمكسرات.

### التفاعلات المتصالبة
الحساسية لحبوب لقاح معينة ترتبط غالبًا بمتلازمة حساسية الفم لأنواع أخرى معينة من الطعام. على سبيل المثال، الحساسية للأمبروزية تصاحب حساسية الفن للموز، والبطيخ، والشمام، والعسل، والكوسى، والخيار. لا يعني ذلك أن جميع المصابين بالحساسية للأمبروزية سيعانون من آثار جانبية من كل أو حتى أيٍ من تلك الأطعمة. قد تكون التفاعلات مصاحبة لنوع واحد من الطعام، مع تفاعلات جديدة لأطعمة أخرى لاحقًا. مع ذلك، الحساسية لطعام واحد أو كثر في أي فئة معينة لا يعني بالضرورة أن الشخص مصاب بالحساسية لكل الأطعمة في تلك الفئة.
- لقاح النغت: اللوز، والتفاح، والكرفس، والكرز، والبندق، والخوخ، والكمثرى، والبقدونس، والعليق، والفراولة.
- لقاح القضبان: اللوز، والتفاح، والمشمش، والآفوكادو، والموز،[11] والجزر، والكرفس، والكرز، والسريس،[12] والكزبرة، والشمّر، والتين،[13] والبندق، والكيوي، والدراق، والبقدونس، والجزر الأبيض، والخوخ، والكمثرى، والفليفلة، والبطاطس، والخوخ المجفف، وفول الصويا، والفراولة، والقمح، وربما الجوز.[14]
- لقاح العشب: التين، والأناناس، والطماطم، والبرتقال، والكرفس، والخوخ.
- لقاح حبق الراعي: الجزر، والكرفس، والكزبرة، والشمّر، والبقدونس، والفليفلة، ودوار الشمس.
- لقاح الأمبروزية: الموز، والشمام، والخيار، والفلفل الأخضر، وحبوب/زيت دوار الشمس، والعسل، والبطيخ، والكوسى، والكركديه، والبابونج.

## التشخيص
عادة من يمتلك المريض تاريخًا من الحساسية وتاريخ عائلي من الحساسية. تسود غالبا أعراض حساسية الجلد، وأعراض الأذن والحنجرة لحساسية الأنف أو الربو ما يجعل حساسية الطعام غير مشتبه بها. غالبًا لا تسبب الأطعمة المعلبة، أو المطهية جيدًا، أو المجمدة، أو المبسترة أية أعراض أو القليل فقط من الأعراض بسبب إفساد البروتينات المسئولة عن التفاعلية المتصالبة، يتسبب ذلك في تأخير التشخيص لأن الأعراض لا تتم استثارتها إلا عن طريق المأكولات الطازجة النيئة والناضجة بشكل كامل. من الضروري تشخيص المادة المسببة للحساسية بشكل سليم. قد يكون مرضى المتلازمة مصابين بحساسية لأكثر من اللقاح فقط. عادة يقوم المرضى بتشخيص خاطئ لحساسية الفم الناتجة عن الطعام على أنها نتجت بسبب المبيدات الحشرية أو غيرها من الملوثات. تفاعلات أخرى للطعام - مثل عدم تحمل اللاكتوز وأمراض عدم التحمل الناتجة عن عدم قدرة المريض على أيض بعض المواد الكيماوية الطبيعية في الطعام (مثل حمض الساليسيليك، والبروتينات)- يجب تمييزها عن الأعراض الجهازية لمتلازمة حساسية الفم.

### الاختبار
العديد من الناس لا يدركون أنهم مصابون بمتلازمة حساسية الفم. على أي حال، إذا ظهر تورم، أو تنميل، أو ألم أثناء تناول أطعمة معينة، فمن الحكمة استشارة أخصائي في أمراض الحساسية. قبل الوصول للتشخيص، احتفظ بيوميات للطعام. هذا يمكن الطبيب من إجراء اختبار حساسية. قبل بدء الاختبار، يحصل الطبيب على تاريخ مفصل من المريض لتجنب الاختبارات العشوائية. قد يتضمن التشخيص إجراء اختبار حساسية الجلد، أو اختبارات دم، أو اختبار اللصقة، أو التحديات الفموية. إذا شك الطبيب أن المريض مصاب بالمتلازمة، فإن اختبار التحدي الفموي مثالي.

### الفحوصات
لتأكيد وجود متلازمة حساسية الفم، يتناول المريض الطعام محل الشك بشكل طبيعي. يتم تسجيل المدة بين تناول الطعام وظهور الأعراض. إذا كانت هناك عوامل أخرى مساعدة مثل الأطعمة الممزوجة مطلوبة، يتم تطبيقها في الاختبار. على سبيل المثال، إذا كانت الأعراض تظهر دائما على المريض بعد تناول الطعام ثم ممارسة الرياضة، يتم تطبيق ذلك في المعمل.

## العلاج
يجب التعامل مع متلازمة حساسية الفم بالاشتراك مع الحساسيات الأخرى للمريض، بشكل رئيسي الحساسية للقاح. قد تزداد الأعراض وتقل مع مستويات اللقاح. تعتبر أعداد اللقاح المنشورة والمخططات الموسمية مفيدة ولكنها قد تكون غير فعالة في حالات الرياح العاتية أو الطقس غير المعتاد، حيث يمكن لحبوب اللقاح أن تسافر مئات الكيلومترات من مناطق أخرى.
بالإضافة لذلك، يُنصح المرضى بتجنب الأطعمة المحفزة للحساسية، بالأخص المكسرات.
تم إثبات أن تقشير أو طبخ الأطعمة يزيل تأثير بعض المواد المسببة للحساسية كما في حالة التفاح، ولكن ليس كلها كما في الكرفس أو الفراولة. في حالة الأطعمة التي تحتوي على أكثر من مادة مثيرة للحساسية، مثل البندق، قد يزيل الطبخ مادة واحدة ولكن ليس جميع المواد.
تخفف مضادات الهستامين كذلك من أعراض الحساسية عن طريق منع المسار المناعي. المرضى ذوي التاريخ المرضي لصدمة الحساسية قد يحملوا جرعة طارئة من الأدرينالين. قد تكون مركبات الستيرويد الفموية مفيدة كذلك. يحسن العلاج المناعي للحساسية من الأعراض أو يشفي المرضى تماما في بعض الأحيان.

## روابط خارجية
- "Oral Allergy Syndrome Made Worse By Ragweed, Fruits And Vegetables". Medical News Today. 17 أغسطس 2007. مؤرشف من الأصل في 2010-11-24.